# Arvydas Macijauskas
Arvydas Macijauskas, né le 19 janvier 1980 à Klaipėda, est un joueur lituanien de basket-ball, évoluant au poste d'arrière. Il mesure 1,92 m.

## Biographie
Après une carrière en Europe, dont les deux dernières années en Espagne chez le Tau Vitoria où ses qualités de scoreur aide son club à remporter une coupe d'Espagne en 2004 et surtout à disputer la finale de l'Euroligue 2005 face au Maccabi Tel-Aviv, il rejoint la NBA en 2005 chez les Hornets de La Nouvelle-Orléans. Mais sa saison en NBA ne se passe pas comme prévu : il passe la plus grande partie du temps sur le banc, ne disputant au total que 19 parties, soit 135 minutes pour un total de 44 points.  Son meilleur score dans un match est de 8 points lors d'une rencontre face aux Hawks d'Atlanta.
Il signe alors un contrat de quatre ans avec l'Olympikos Le Pirée. Durant un match de pré-saison, il se blesse au talon d'achille, blessure qui devrait le tenir éloigné des terrains pendant quelques mois.

## Clubs
- 1996-1999 :  Neptūnas Klaipėda (LKL)
- 1999-2003 :  Lietuvos rytas Vilnius (LKL)
- 2003-2005 :  Tau Vitoria (Liga ACB)
- 2005-2006 :  Hornets de La Nouvelle-Orléans (NBA)
- 2006-2008  :  Olympiakos Le Pirée (ESAKE)

## Palmarès
En club
- Finaliste de l'Euroligue : 2005
- Champion de Lituanie : 2000, 2002
- Vainqueur de la NEBL : 2002
- Vainqueur de la Coupe d'Espagne : 2004

En sélection
- 4e des Jeux olympiques de 2004 à Athènes
- 7e au Championnat du monde de basket-ball masculin 2006 au Japon
- médaille d'or au Championnat d'Europe 2003 en Suède
- 5e au Championnat d'Europe 2005 en Serbie-et-Monténégro

Distinctions personnelles
- MVP du championnat lituanien : 2002, 2003